# Andy McCoy
Antti Hulkko (11 de octubre de 1962), más conocido como Andy McCoy, es un músico finlandés. Es popular por su trabajo como guitarrista de la banda de glam metal Hanoi Rocks. También ha tocado en la banda de Iggy Pop y ha lanzado algunos álbumes de estudio como solista.

## Discografía

### Solista
- Too Much Ain't Enough (1988)
- Building on Tradition (1995)
- The Real McCoy – Original Motion Picture Soundtrack (1999)
- R'n'R Memorabilia – The Best Solo Tracks So Far! (2003)
- 21st Century Rocks (2019)

### Briard
- I Really Hate Ya – 7" (1977)
- Fuck the Army – 7" (1978)
- Chirpy Chirpy Cheap Cheap – 7" (1979)
- Miss World – LP (1983)
- Briard (1996)

### Pelle Miljoona Oy
- Moottoritie on kuuma (1980)

### Suicide Twins
- Silver Missiles And Nightingales (1986)

### Cherry Bombz
- Cherry Bombz/Hot Girls in Love (1985)
- House of Ecstasy (1986)
- Coming Down Slow (1987)

### Shooting Gallery
- Shooting Gallery 1992

### Grease Helmet
- Grease Helmet (2012)